# Autostrada A2 (Belgia)
Autostrada belgiană A2 (clasificată ca E314) este o autostradă care pornește din sud-vestul orașului Leuven, unde se ramifică din A3 (Bruxelles – Liège), și se termină la granița cu Țările de Jos, la nord de Maastricht.
Aceasta permite legătura dintre Bruxelles și orașele belgiene Leuven, Genk și Hasselt, iar apoi cu orașele neerlandeze Maastricht, Sittard⁠(d) și Heerlen. Pe teritoriul neerlandez, autostrada continuă sub indicativul A76 în direcția orașului Aachen din Germania.

## Istoric

### Darea în folosință
- 1971 : Secțiunea nodul rutier Lummen – Houthalen
- 1973 : Secțiunea Houthalen – granița neerlandeză
- 1979 : Secțiunea Halen – nodul rutier Lummen
- 1980 : Secțiunea limita provincială Brabantul Flamand/Limburg – Halen
- 1981 : Secțiunea Aarschot – limita provincială Brabantul Flamand/Limburg
- 1982 : Secțiunea nodul rutier Bertem (Heverlee) – Aarschot

## Traseu
| Descrierea traseului     |                                                                                         |          |
| A2 E314                  |                                                                                         |          |
| Heverlee                 | Nod rutier între A3 și A2: Bruxelles, Liège.                                            | A3 E40   |
| 15 - Leuven Centrum      | Oraș deservit: Leuven.                                                                  | N264     |
| 16 - Gasthuisberg        | Zonă deservită: Spitalul Universitar Katholieke Universiteit Leuven.                    |          |
| 17 - Winksele            | Orașe deservite: Leuven, Spitalul Universitar Katholieke Universiteit Leuven, Winksele. | N2       |
| 18 - Herent              | Orașe deservite: Leuven, Mechelen, Herent.                                              | N26      |
|                          | Viaductul Wilsele.                                                                      |          |
|                          |                                                                                         |          |
| 20 - Wilsele             | Orașe deservite: Kessel-Lo, Wilsele.                                                    | N19      |
| 21 - Holsbeek            | Orașe deservite: Holsbeek, Haacht, Rotselaar.                                           | G000     |
|                          | Zonă de servicii: Rotselaar (în ambele sensuri).                                        |          |
| 22 - Aarschot            | Orașe deservite: Sint-Joris-Winge, Aarschot.                                            | N223     |
|                          | Pod peste râul Grote Motte.                                                             |          |
| 23 - Tielt-Winge         | Orașe deservite: Tielt-Winge, Scherpenheuvel-Zichem.                                    | N258     |
| 24 - Bekkevoort          | Orașe deservite: Bekkevoort, Tienen, Diest.                                             | N2 N29   |
|                          | Granița provincială între Brabantul Flamand și Limburg                                  |          |
| 25 - Halen               | Orașe deservite: Herk-de-Stad, Halen, Diest.                                            | N2       |
|                          | Pod peste râul Demer.                                                                   |          |
| 26 - Lummen              | Orașe deservite: Lummen, Beringen.                                                      | N717     |
| Lummen                   | Nod rutier între A13 și A2: Liège, Hasselt; Anvers.                                     | A13 E313 |
|                          | Pod peste Canalul Albert.                                                               |          |
| 27 - Zolder Terlamen     | Zonă deservită: Circuitul Zolder.                                                       | N717     |
| 28 - Heusden-Zolder      | Orașe deservite: Zonhoven, Heusden-Zolder.                                              | N72      |
|                          | Zonă de parcare: Zolder-Zonhoven (în ambele sensuri).                                   |          |
| 29 - Houthalen           | Orașe deservite: Hasselt, Zonhoven, Eindhoven, Houthalen-Helchteren.                    | N74 N715 |
| 30 - Park Midden-Limburg | Oraș deservit: Genk.                                                                    | N726     |
| 31 - Genk Noord          | Oraș deservit: Genk, Bree, Meeuwen-Gruitrode.                                           | N76      |
| 32 - Genk Oost           | Oraș deservit: Genk, Maaseik, Dilsen-Stokkem As, Zutendaal.                             | N75 N744 |
| 33 - Maasmechelen        | Oraș deservit: Lanaken, Maaseik, Maasmechelen.                                          | N78      |
|                          | Zonă de parcare: Boorsem (în ambele sensuri).                                           |          |
|                          | Podul Scharbergbrug (1 310 m).                                                          |          |
| A2 E314                  |                                                                                         |          |
|                          | Frontiera dintre Belgia și Țările de Jos.                                               |          |
|                          | Pod peste Meuse.                                                                        |          |
| A76 E314                 |                                                                                         |          |